# Rekomendacja Warszawska w sprawie odbudowy i rekonstrukcji dziedzictwa kulturowego

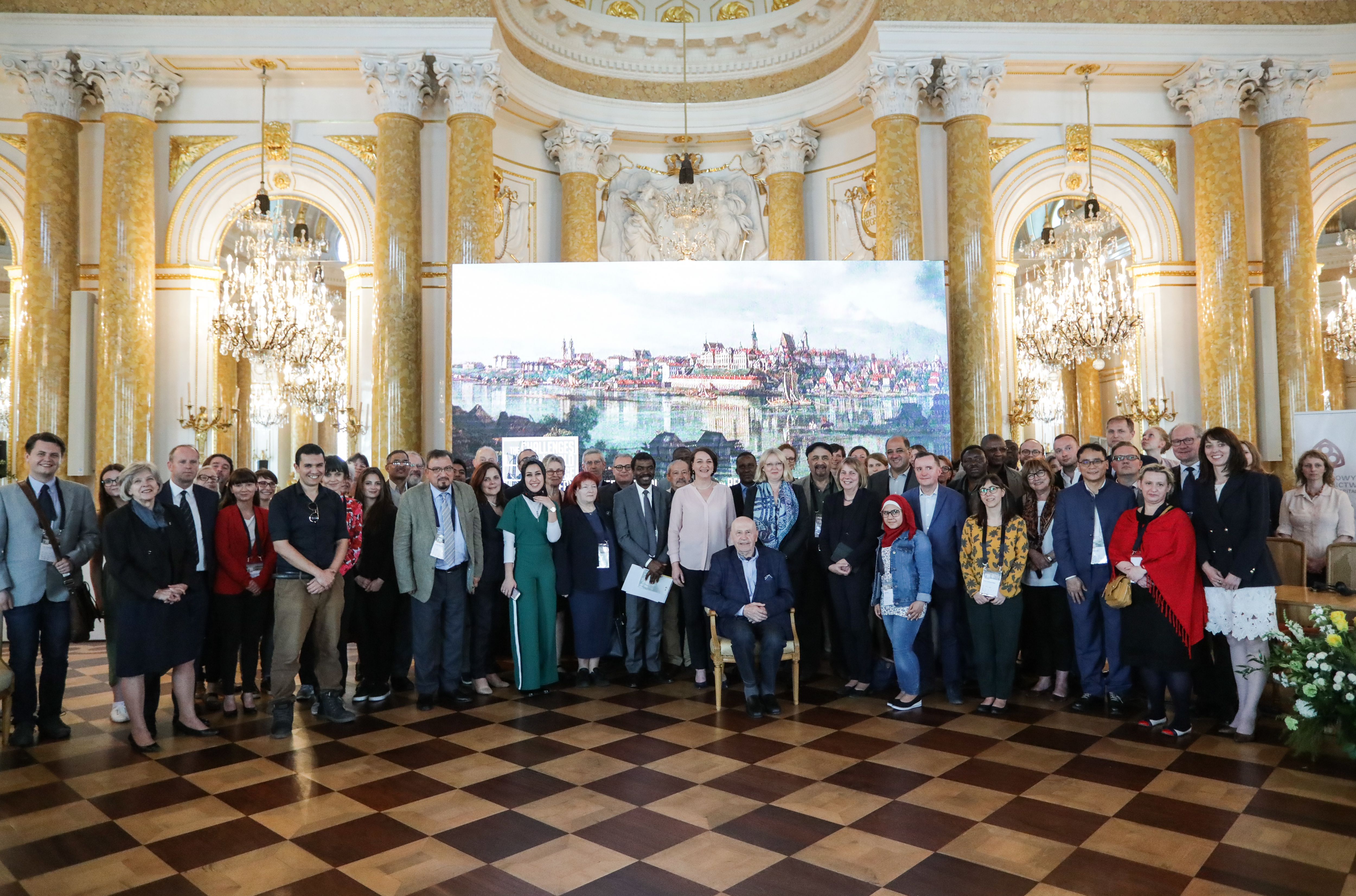
Uczestnicy międzynarodowej konferencji “The challenges of World Heritage recovery. International conference on reconstruction”

Rekomendacja Warszawska w sprawie odbudowy i rekonstrukcji dziedzictwa kulturowego (ang. Warsaw Recommendation on Recovery and Reconstruction of Cultural Heritage) – dokument stanowiący kompleksowy zbiór zasad dotyczących procesu odbudowy miast i rekonstrukcji zabytkowych obiektów lub zespołów budynków zniszczonych na skutek konfliktów zbrojnych lub katastrof naturalnych. Akt o charakterze soft law jest efektem obrad międzynarodowej konferencji The challenges of World Heritage recovery. International conference on reconstruction, która miała miejsce na Zamku Królewskim w Warszawie 8 maja 2018 r., gdzie po raz pierwszy spotkali się przedstawiciele UNESCO, ICOMOS, ICCROM, Banku Światowego oraz Global Alliance for Urban Crises, by wspólnie dyskutować o problemach związanych z odbudową miejsc światowego dziedzictwa. W spotkaniu wzięło udział ponad 200 uczestników reprezentujących wszystkie regiony świata.
Postanowienia Rekomendacji Warszawskiej zostały następnie zaakceptowane w decyzji Komitetu Światowego Dziedzictwa UNESCO podczas 42. sesji w Manamie, Bahrain (42 COM 7).
W Rekomendacji Warszawskiej odwołano się do przykładu i doświadczeń związanych z odbudową Warszawy po II wojnie światowej. Historia Warszawy i jej wyjątkowy wpis na Listę światowego dziedzictwa UNESCO w 1980 r. dokonany w uznaniu dla heroizmu i poświęcenia polskiego społeczeństwa, które pełne determinacji odbudowało stolicę stała się przykładem dla innych miast, dotkniętych tragizmem wojen czy katastrof naturalnych.